# Список послов России в Саксен-Альтенбурге
В статье представлен список послов России в Саксен-Альтенбурге.

## Хронология дипломатических отношений
- 5 января 1847 г. — установлены дипломатические отношения.
- 1847—1882 гг. — дипломатические отношения осуществлялись через российскую миссию в Дрездене (Саксония).
- С 2 ноября 1882 по 19 июля 1914 г. — дипломатические отношения осуществлялись через миссию в Веймаре.
- 19 июля 1914 г. — дипломатические отношения разорваны после объявления Германией войны России.

## Список послов
| Срок полномочий                   | Посол                          | Годы жизни | Комментарии               |
| --------------------------------- | ------------------------------ | ---------- | ------------------------- |
| 5 января 1847 — 18 августа 1857   | Андрей Андреевич Шредер        | 1780—1858  | Посланник                 |
| 16 декабря 1857 — 1 марта 1858    | Иван Осипович Велио            | 1830—1899  | И. д. поверенного в делах |
| 1 февраля 1858 — 15 февраля 1860  | Александр Никитич Волконский   | 1811—1878  | Посланник                 |
| 15 февраля 1860 — 14 ноября 1864  | Николай Александрович Кокошкин | 1792—1873  | Посланник                 |
| 1865                              | Василий Евстафьевич Коцебу     | 1813—1887  | Поверенный в делах        |
| 30 августа 1865 — 13 декабря 1869 | Андрей Дмитриевич Блудов       | 1817—1887  | Посланник                 |
| 13 декабря 1869 — 10 мая 1878     | Василий Евстафьевич Коцебу     | 1813—1887  | Посланник                 |
| 10 мая 1878 — 13 января 1879      | Михаил Александрович Горчаков  | 1839—1897  | Посланник                 |
| 13 января 1879 — 13 июля 1882     | Александр Иванович Нелидов     | 1835—1910  | Посланник                 |
| 2 ноября 1882 — 8 февраля 1897    | Карл Андреевич Гельцке         | 1826—1910  | Министр-резидент          |
| 8 февраля 1897 — 1902             | Андрей Андреевич Будберг       | 1836—1916  | Министр-резидент          |
| 1903 — 1904                       | Маврикий Эдуардович Прозор     | 1849—1928  | Министр-резидент          |
| 1904 — 1908                       | Георгий Александрович Гревениц | 1857—1939  | Министр-резидент          |
| 1908 — 19 июля 1914               | Арист Владимирович Вольф       | 1858—1924  | Министр-резидент          |